# Sergej Abramov
Sergej Borisovič Abramov (rusky Сергей Борисович Абрамов; * 29. února 1972, Moskva, SSSR) je v Ruské federaci narozený účetní, čečenský politik a také bývalý prozatímní prezident Čečenské republiky. V úřadu dočasně nahradil zavražděného čečenského prezidenta Achmata Abdulchamidoviče Kadyrova, který podlehl bombovému útoku dne 9. května 2004 v Grozném.

## Životopis
Abramov vystudoval účetnictví a audit na Taškentské státní hospodářské univerzitě v Uzbekistánu.

### Prozatímní čečenský prezident
Již ve vládě prezidenta Achmata Kadyrova zastával úřad předsedy vlády země, po Kadyrovově úmrtí převzal dočasně do vypsaných prezidentských voleb následně i správu a vedení země. V polovině července roku 2004 byl na jeho kolonu aut v Grozném spáchán atentát.
V předčasných prezidentských volbách, konaných v neděli dne 29. srpna 2004, jej v prezidentském úřadu nahradil Ruskem podporovaný kandidát a bývalý ministr vnitra Alu Alchanov (rusky Алу Алханов), který získal 73,48 % odevzdaných hlasů a stal se tak prezidentem země. Sergej Abramov se ale rozhodl dále v nich nekandidovat.
Na konci února roku 2006 – za úřadování prezidenta Alu Alchanova – odstoupil Abramov ze zdravotních důvodů z funkce předsedy vlády Čečenské republiky.